# NGC 4213
NGC 4213 este o galaxie eliptică situată în constelația Părul Berenicei. A fost descoperită în 10 aprilie 1785 de către William Herschel. Se află la o distanță de 98,61 de megaparseci de Pământ.